# گل‌های ۷۷
گل‌های ۷۷ یک مجموعه تلویزیونی محصول سال ۱۳۷۷ به کارگردانی، نویسندگی و تهیه‌کنندگی مهران غفوریان می‌باشد که از شبکه۳ پخش شد.

## بازیگران
- ارژنگ امیرفضلی
- بیژن بنفشه‌خواه
- سید جواد رضویان
- داوود اسدی
- سیامک انصاری
- فاطمه هاشمی
- مهران غفوریان